# 后溪镇 (厦门市)
后溪镇是中国福建省厦门市集美区下辖的一个镇。厦门北站也位于此镇。

## 行政区划
后溪镇共辖6个社区和9个行政村，分别是：
新村社区、英村社区、三兴社区、龙山社区、二农社区、港头社区、前进村、溪西村、后溪村、仑上村、崎沟村、东宅村、后垵村、岩内村和黄地村。

## 中专学校&中学校
- 厦门工商旅游学校
- 后溪中学